# Mesobola brevianalis
Mesobola brevianalis es una especie de peces de la familia de los
Cyprinidae en el orden de los Cypriniformes.

## Morfología
Los machos pueden alcanzar los 7,5 cm de longitud total.

## Alimentación
ome crustáceos  planctónicos y insectos

## Hábitat
Es un pez de agua dulce y de clima tropical.

## Distribución geográfica
Se encuentra en el África Austral.